# Schloss Roggenburg

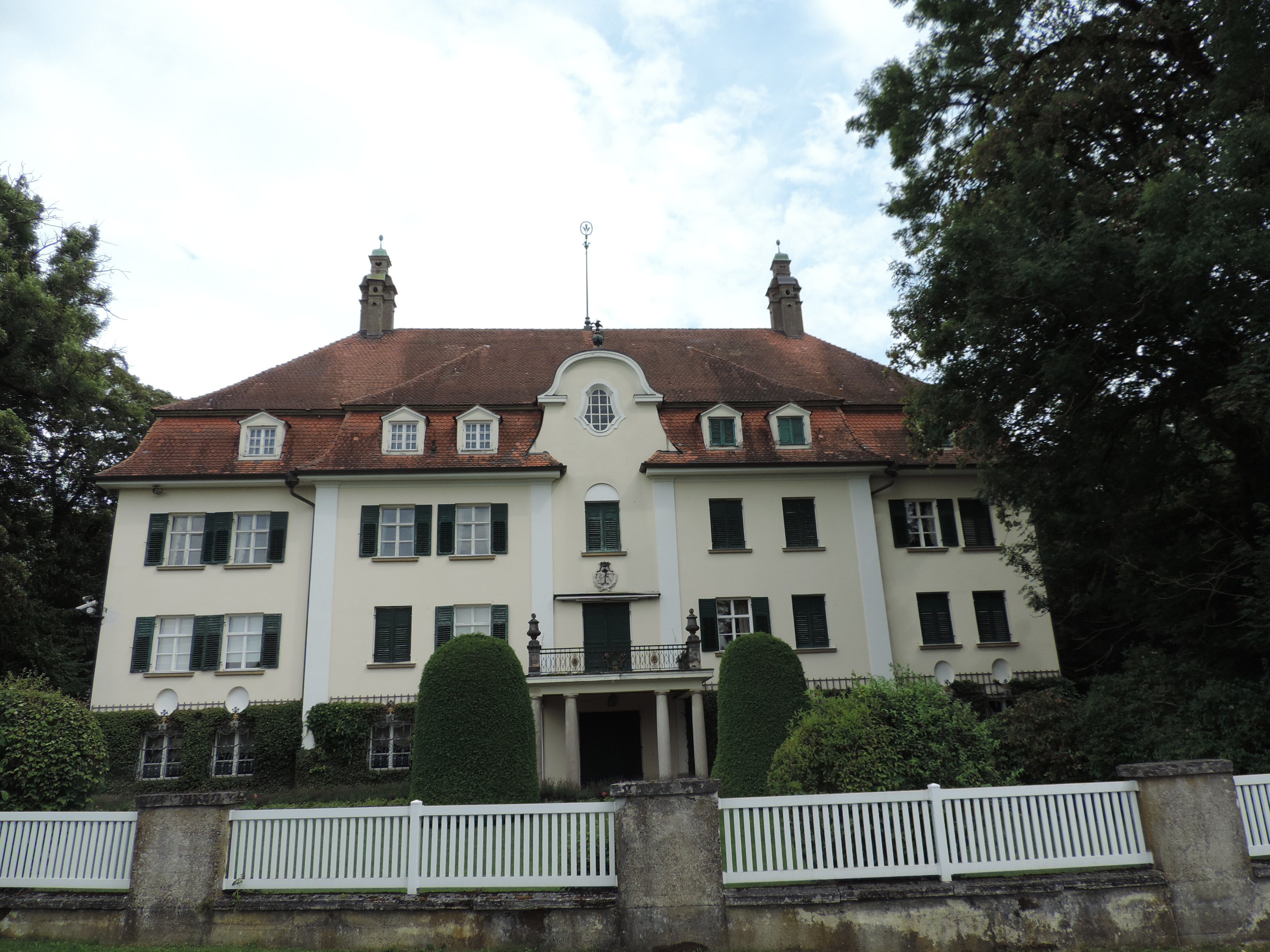
Vorderfront des Schlosses

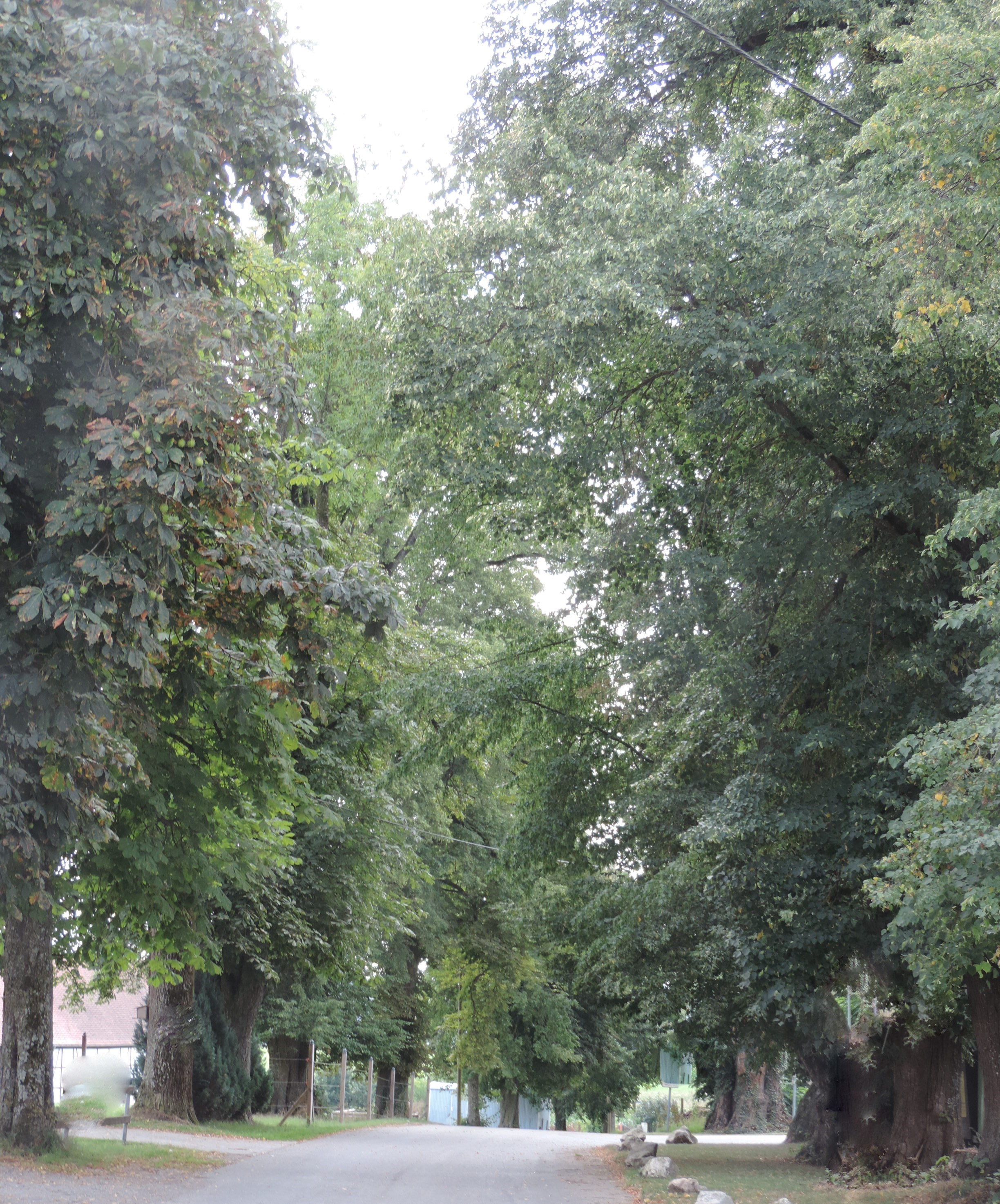
Schlossallee

Das heutige Schloss Roggenburg steht in Roggenburg in Bayern und war das ehemalige Amthaus des Reichsstifts Roggenburg. Im Vergleich zu dem ausgedehnten Klosterareal wirkt das Schloss äußerst bescheiden.

## Baugeschichte
1716 wurde das klösterliche Amtshaus erbaut. Heute handelt es sich um einen dreigeschossigen Baukörper mit Mansardwalmdach, wenig vorkragendem Mittelrisalit mit Lisenengliederung, Zwerchgiebel und Altane an der Hauptfront. 1911 wurde es nach Plänen von Franz Zell durch je zwei Achsen an den Seiten und Mansarddach umgebaut und erweitert.
Über dem Balkon der Beletage mit schmiedeeisernen Gelände, an den Ecken Sandsteinpfeiler mit Lichtkandelaber, befindet sich ein Allianzwappen der Grafen Spauer und Mirbach.
1811 erwarb Kasimir Schenk, Graf von Castell-Waal, die Herrschaft Roggenburg (und damit wohl auch das Schloss).
Etwa um 1825 erwarb dann Friedrich Karl, Graf von Spaur zu Flavon und Valor, von Kasimir Schenk die Herrschaft Roggenburg und Schloss. Graf Friedrich (* 12. Juli 1793 in Wetzlar; † 23. April 1850 in Erlangen) Herr auf Igling und Erpfting bei Landsberg hatte seinen Hauptsitz auf Schloss Igling und sein Grab auf dem Friedhof in Igling. Die Grafen von Spaur entstammen einer verzweigten Tiroler Adelsfamilie. Friedrich Karl war verheiratet mit Milemine (Wilhelmine) Florence (Florentine) de Meldemann aus Belgien.
Das Schloss, einschließlich des sich nach Osten hin erstreckenden Parks im englischen Stil mit Garten- und Badehaus, war bis 1853 im Besitz der Grafen Spaur, als dessen Sohn Franz Josef, die Herrschaft Roggenburg an Ludwig Friedrich, Graf von Geldern-Egmont, verkaufte. 1872, nach dem Tode von Graf Ludwig, wurde sein Sohn Adolf Gottfried, Graf von Geldern-Egmont, Herr auf Roggenburg. Nach dem Tode von Graf Adolf Gottfried 1927 wurde sein Sohn Alfons Rainer Ludwig Wilhelm Franz Joseph Maria, Graf von Mirbach-Geldern-Egmont, Nachfolger in Roggenburg.
Über drei weitere Generationen hinweg blieb das Haus im Besitz des Zweiges Mirbach-Geldern-Egmont, Hohenlohe/Jagstberg.
Das Gebäude steht unter Denkmalschutz. Östlich des Schlossparks befindet sich eine Linden- und Kastanienallee, mit einem teilweise sehr alten Baumbestand.

## Quelle
- Werner Freybourg: Schlösser, Burgen und Ruinen in Bayrisch-Mittelschwaben. Band II, o. J., S. 95–96